# الأرمن في فرنسا
الأرمن في فرنسا (بالأرمنية: ֆրանսահայեր، بالفرنسية: Arméniens de France) هم مواطنون فرنسيون من أصل أرمني. تعتبر الجالية الأرمنية الفرنسية أكبر تجمّع للشتات الأرمني في دول الاتحاد الأوروبي، وثالث أكبر تجمع لهم في العالم.
على الرغم من أن الأرمن الأوائل استقروا في فرنسا خلال العصور الوسطى، إلا أن الجالية الأرمنية في فرنسا قد تشكّلت بشكل رئيسي من الأرمن الذين نزحوا من موطنهم التاريخي إثرَ الإبادة الجماعية التي ارتُكبت ضدهم عام 1915. جاءت مجموعات أخرى من الأرمن إلى فرنسا خلال النصف الثاني من القرن العشرين، هربًا من عدم الاستقرار السياسي والاقتصادي في دول الشرق الأوسط (تركيا ولبنان وسوريا ومصر وإيران)، بالإضافة لأرمينيا.

## التاريخ

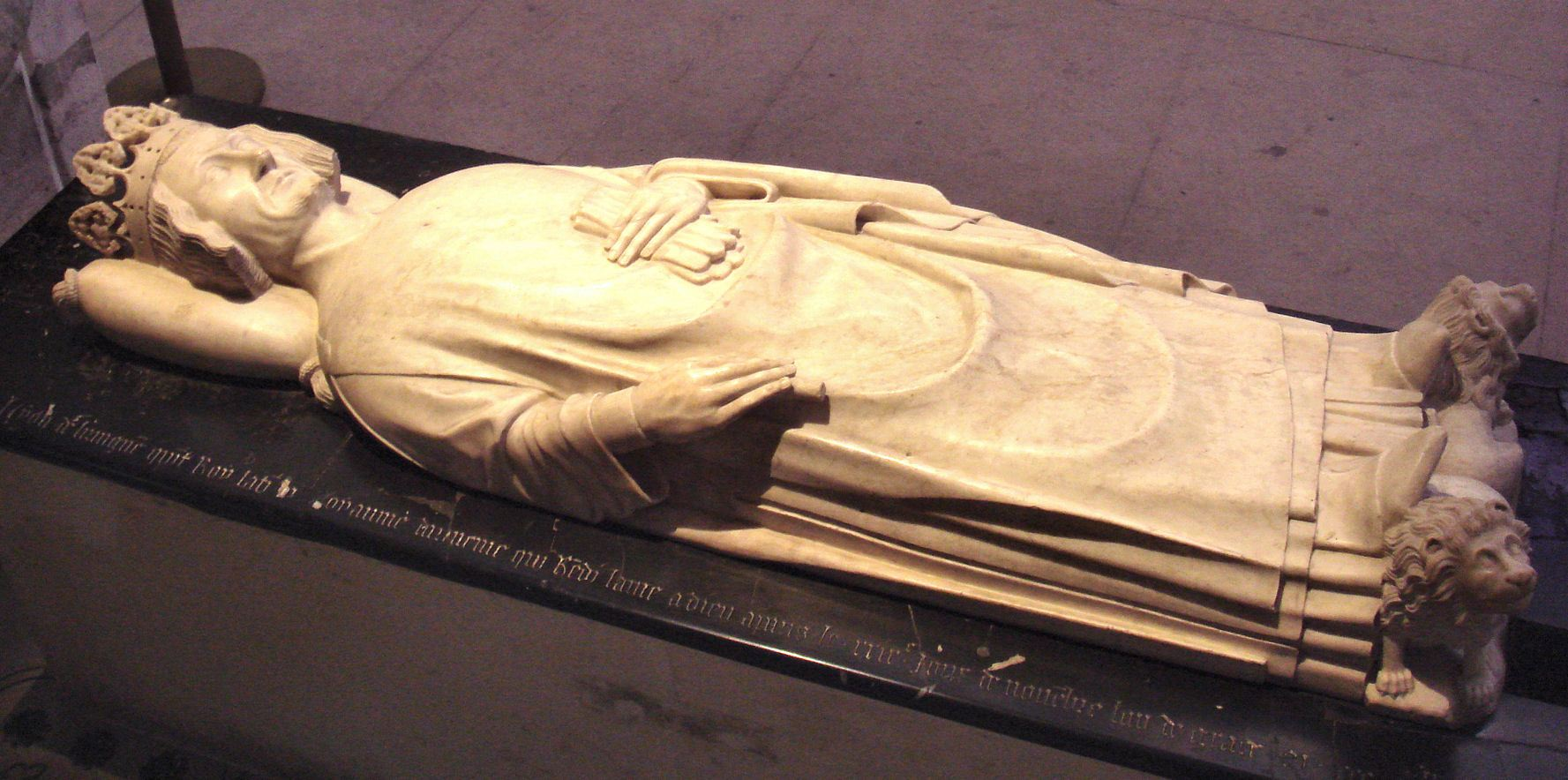
قبر ليون الخامس، آخر ملك أرمني، في كاتدرائية سان دوني، باريس

### التاريخ المبكر
للأرمن تاريخ طويل من الاستيطان في فرنسا. ظهرت أول مجموعة من الأرمن في مملكة الفرنجة في العصور الوسطى المبكرة. وفي عام 591، عُلمَ أن أسقفًا أرمنيًا يدعى سيمون التقى غريغوريوس التورزي أسقف مدينة تورز. قال مؤرخون معماريون أن كنيسة جرميجني دي بري التي تعود للقرن التاسع - والتي بناها أودو من ميتز الذي يُعتقَد أنه أرمني - تحمل بعض الصفات المعمارية الأرمنية تظهر الأحرف الستة والثلاثون للأبجدية الأرمينية في نقش داخل كنيسة سانت مارثا في تاراسكون، مما يعني أن الأرمن كانوا يعيشون هناك قبل القرن الثالث عشر، عندما أُضيفت ثلاثة أحرف جديدة إلى الأبجدية الأرمنية ليصبح عددها 39.

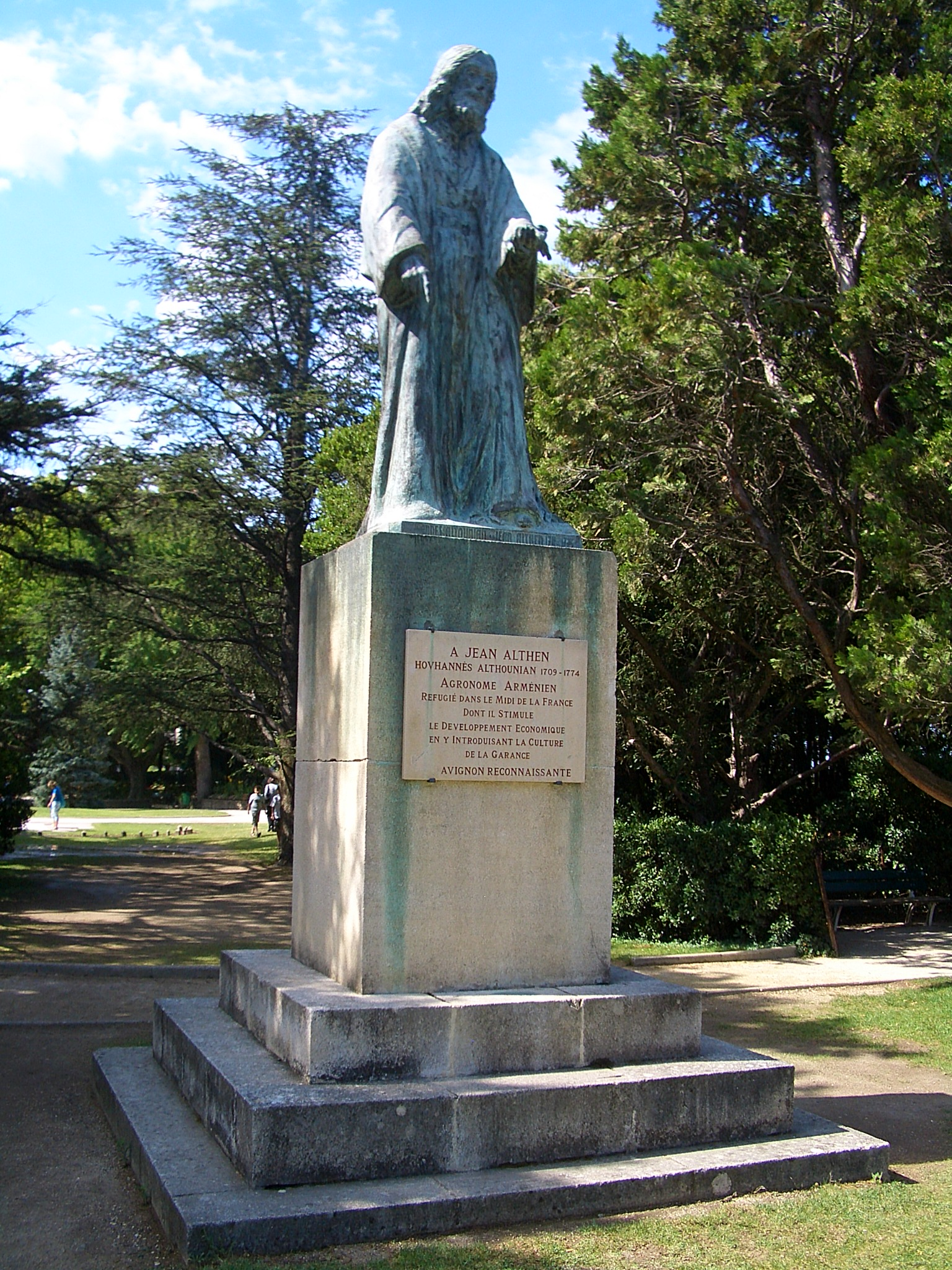
تمثال جان Althen في أفينيون

أصبحت الاتصالات بين الأرمن والفرنسيين متكررة خلال الحروب الصليبية. فقد أصبحت مملكة أرمينيا الصغرى، الواقعة على الشاطئ الشمالي الشرقي للبحر الأبيض المتوسط ذات أهمية إستراتيجية بالنسبة للصليبيين في طريقهم إلى فلسطين. من المعروف أن الملكين الأرمنيّين أوشين وليو الرابع منحا امتيازات تجارية خاصة للفرنسيين. في القرن الرابع عشر، لم يكن الحثوميون قادرين على الاحتفاظ بالسلطة في مملكة أرمينيا، وبعد اغتيال ليو الرابع في عام 1341، أصبح ابن عمه المنحدر من سلالة لوزينيان ملكًا لأرمينيا باسم قسطنطين الثاني. كان ملوك لوزينيان من أصل فرنسي وحكموا البلاد حتى عام 1375؛ عندما قُبضَ على ملكهم الأخير ليو الخامس من قبل المماليك وأخذوه إلى مصر. أُطلقَ سراحُه في وقت لاحق ونُقل إلى فرنسا حيث توفي في عام 1393 ودفن في كاتدرائية سان دوني، وهي المكان المخصص لدفن الملوك الفرنسيين.
منذ القرن الخامس عشر، بدأ الأرمن في الهجرة إلى فرنسا بأعداد صغيرة. وقد وُجدَ نقش أرمني من هذه الفترة في كاتدرائية بورج. في عام 1672، افتتح أرمني يُدعى باسكال (Harut'iwn) أول مقهى في باريس. من عام 1672 إلى 1686، قام الأرمني فوسكان يريفانتسي بإدارة دار نشر في مرسيليا. تماشيًا مع تحرير الاقتصاد في فرنسا، ازدادَ عدد الأرمن في البلاد ووصل إلى 300-400 بحلول عام 1680. من المعروف أن جان ألثين، وهو مهندس زراعي أرمني إيراني من نخجوان، قد أدخل فُوَّة الصَّبغ إلى جنوب فرنسا في خمسينيات القرن التاسع عشر. وقد نُصبَ تمثالٌ له في أفينيون تعبيرًا عن امتنان المدينة له. خلال الحملة الفرنسية على مصر، قُدِّمَ لنابليون بونابرت مملوك أرمني يُدعى رستم رضا. أصبح رضا حارس نابليون الشخصي وخدمه حتى عام 1814.

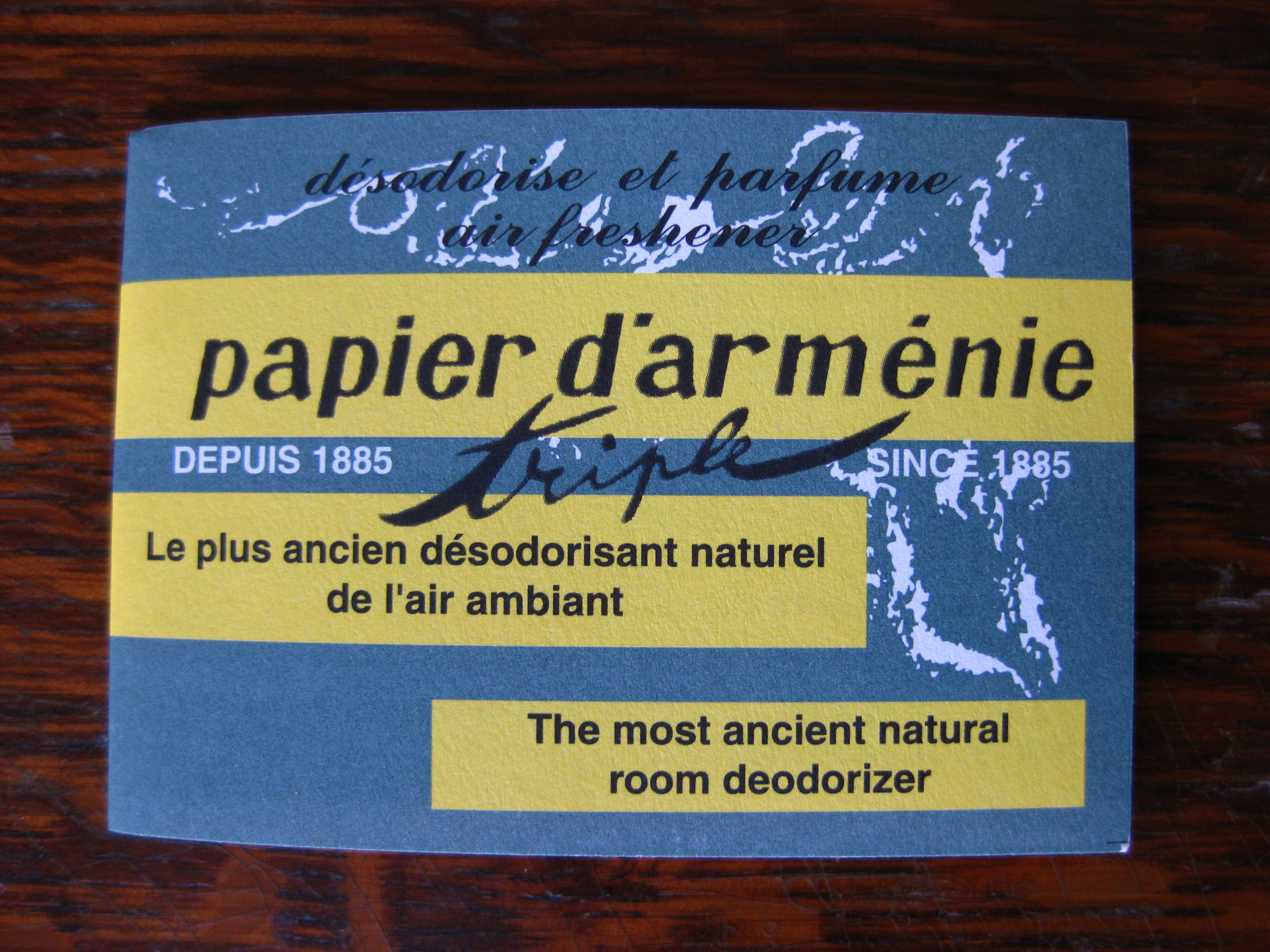
الورقة الأرمنية

في القرن التاسع عشر، انتقل العديد من الشبان الأرمن (من بينهم الشاعر والناشط السياسي ناهابت روسينيان والمهندس المعماري نيغوايوس باليان) إلى فرنسا من أجل التعليم. ابتكر أرمني يُدعى أغسطس بونسوت في أواخر ثمانينيات القرن التاسع عشر نوعًا من كرات التبخير التي تُستخدم للتطهير وإزالة الروائح الكريهة، وسُمّيت الورقة الأرمنية حيثُ زار بونسوت أرمينيا الغربية واكتشف أن الأرمن يستخدمون راتنج البنزوين ويزرعون النسغ لتطهير منازلهم وكنائسهم.
خلال أواخر القرن التاسع عشر وأوائل القرن العشرين، هرب آلاف الأرمن من الاضطهاد في وطن أجدادهم الذي كان جزءًا من الدولة العثمانية في ذلك الوقت، وقد أدت أحداث مثل المجازر الحميدية ومجزرة أضنة إلى تزايد هجرتهم بشكل أكبر. عشية الحرب العالمية الأولى، كان عدد الأرمن في فرنسا يُقدّر بـ 4000 نسمة.

### الحرب العالمية الأولى والإبادة الجماعية للأرمن
بموجب الاتفاقية الفرنسية الأرمينية لعام 1916، تم تشكيل الفيلق الفرنسي الأرمني من قبل أرمن أتوا من جميع أنحاء العالم، خاصة من فرنسا، وذلك بعد المفاوضات بين بوغوص نوبار والسلطات السياسية والعسكرية الفرنسية. شارك الفيلق في حملة سيناء وفلسطين والحرب التركية الفرنسية.
بعد انتصار الحلفاء في الحرب العالمية الأولى، وجد عشرات آلاف الناجين من الإبادة الجماعية للأرمن أنفسهم يعيشون في الجزء الذي تحتله فرنسا من الدولة العثمانية في قيليقية، بالإضافة إلى الأراضي الخاضعة للانتداب الفرنسي في سوريا ولبنان، حيث كانت معسكرات الموت التي جرت فيها الإبادة قُرب دير الزور في سوريا. في عام 1920، أمر الجيش الفرنسي بقيادة الجنرال هنري غورو أن يُلقي جنود الفيلق الفرنسي الأرمني أسلحتهم وأن يغادر اللاجئون الأرمن على الفور. شكل غورو «سياسة سلمية وترميمية» مع القوميين الأتراك لسحب القوات الفرنسية من قيليقية، لكن انتهى الأمر بالسماح باستئناف الهجمات ضد المدنيين الأرمن. فر معظم الأرمن القيليقيين إلى جانب الفرنسيين وأُعيد توطينهم في مخيمات اللاجئين في الإسكندرونة وحلب وبيروت ووادي البقاع (مثل عنجر). ومن هناك، استغلت أسر بأكملها الفرصة للفرار إلى فرنسا. أدى تدفق الفارّين من الإبادة الجماعية إلى قدوم عشرات آلاف الأرمن إلى فرنسا. بحلول أوائل عشرينيات القرن العشرين، كان هناك ما يقارب من 50,000 إلى 60,000 أرمنيًا في فرنسا. وفقًا لمصدر آخر، استقر 90.000 من الأرمن في فرنسا، أكثر من نصفهم كانوا القرويين.
وصل معظم المهاجرين الأرمن في البداية إلى مرسيليا، وبعد ذلك انتشر العديد منهم في جميع أنحاء فرنسا من خلال التنقل عبر السكك الحديدية واستقروا في المدن الكبيرة، خاصة في باريس وليون والمناطق الحضرية. في فترة ما بين الحربين العالميتين، كان غالبية الأرمن في فرنسا من القرويين غير المهرة الذين عملوا غالبًا في مصانع بأجور منخفضة. بين عامي 1922 و 1929، كان 80٪ من الأرمن في فرنسا عمالًا. وحصلوا على أجر أقل بنسبة 10-15٪ من باقي الفرنسيين.
في هذه الفترة، انتقل عدد من المثقفين الأرمن من تركيا إلى فرنسا، مثل أرشاج تشوبانيان (1895)، وكوميتاس (1919، نُقلَ إلى مستشفى في باريس حيث بقي حتى وفاته)، ليفون باشاليان (1920)، وشاهان شاهنور (1923).

### الحرب العالمية الثانية والجمهورية الرابعة

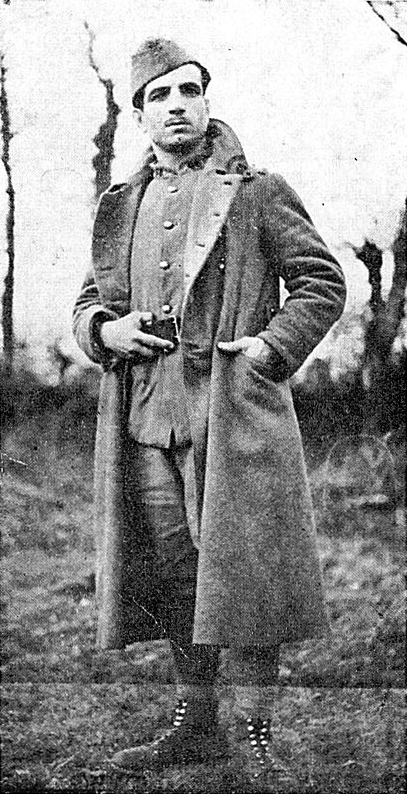
مانوشيان خلال الحرب العالمية الثانية

لعبت الجالية الأرمنية في فرنسا دورًا نشطًا في المقاومة الفرنسية. أصبح الشاعر والمقاتل الشيوعي ميساك مانوشيان قائدًا لمجموعة مقاتلة متعددة الأعراق وزعيمًا مهمًا للمقاومة ضمت مجموعته العديد من المقاتلين اليهود من أوروبا، بالإضافة لزميله الأرمني أبرين لافيتيان الذي أُعدم في النهاية. كان كل من الشاعرين كيغام أتمادجيان وروبين ميلك، مشاركين بارزين آخرين في المقاومة. كان التنظيم الوطني المناهض للفاشية تحت الأرض يعمل بقيادة ضباط أرمن.
كُرِّمَ المقاومين ألكسندر كازاريان وباردوخ بتروسيان ومُنحوا جوائزًا من قبل الجنرال شارل ديغول.
من بين المقاتلات البارزات في المقاومة، لويز أصلانيان (1906-1945)، وهي كاتبة وشاعرة شهيرة، كانت مجندةً في صفوف قوات الرماة الفرنسيون والأنصار (بالفرنسية:
Francs-tireurs et partisans) التابعة للحزب الشيوعي الفرنسي. عملت مع زوجها أربيار أصلانيان (1895-1945) في دار للنشر تحت الأرض وشاركت بنشاط في إمداد مقاتلي المقاومة الفرنسية بالأسلحة. أسست لويز فرقةً للنساء في المقاومة الفرنسية وكانت مسؤولة عن المقاومة الأرمنية في شمال فرنسا. اعتُقلت هي وزوجها في 24 يوليو 1944 وقُتلا فيما بعد في معسكرات الاعتقال النازية.
وكان أحد أفراد مجموعة مانوشيان، الأرمني هنري كارايان (1921–2011)، والذي شارك في توزيع صحيفة L'Humanité غير القانونية في باريس، وشارك في الكفاح المسلح حتى التحرير.
في عام 2012، كُرِّمَ أرسين تشاكاريان، وهو أحد آخر الباقين من مجموعة مانوشيان التي حاربت ضد احتلال القوات الألمانية النازية خلال الحرب العالمية الثانية، حيثُ مُنِحَ وسام جوقة الشرف من قبل الرئيس نيكولا ساركوزي، وذلك عندما كان يبلغ من العمر 95 عامًا.
عاد حوالي 7000 أرمني إلى جمهورية أرمينيا الاشتراكية السوفيتية مباشرةً بعد انتهاء الحرب العالمية الثانية.

### هجرة الأرمن من الشرق الأوسط
وصل آلاف المهاجرين الجدد إلى فرنسا من دول الشرق الأوسط مثل تركيا ولبنان وسوريا وإيران منذ الخمسينيات. وقد أسهم هؤلاء المهاجرين الجدد في زيادة الجالية الأرمنية الفرنسية بشكل كبير. بحلول الثمانينيات، عاش حوالي 300.000 أرمني في فرنسا.
في عام 1983، شن الجيش الأرمني السري لتحرير أرمينيا هجومًا على مطار باريس أورلي، كجزء من حملته للاعتراف بالإبادة الجماعية للأرمن وتعويض ضحاياها. أسفر الانفجار عن مقتل ثمانية أشخاص وإصابة خمسة وخمسين. بعد خروج مظاهرة للأرمن في ستراسبورغ في 19 يونيو 1987، بدأت حملة لتشريع قرار يدين الإبادة الجماعية للأرمن في المجلس الأوروبي.

### الفترة المعاصرة
أدى الزلزال المدمر في أرمينيا في 7 ديسمبر 1988 إلى زيادة ضخمة في عدد أفراد المجتمع الأرمني الفرنسي. وقد أنشأ المغني الأرمني الفرنسي شارل أزنافور مؤسسة خيرية لمساعدة ضحايا الزلزال.
نظرًا لأن المعهد الوطني للدراسات الديموغرافية، وهوَ وكالة الإحصاءات الوطنية في فرنسا، لا يجمع بيانات عن المجموعات العرقية في الدولة، فلا توجد معلومات موثوقة حول عدد الفرنسيين من أصل أرمني. قدّر العديد من الخبراء ووسائل الإعلام والمنظمات عدد الأرمن الفرنسيين بـ 250.000 نسمة، أو 300.000، أو 400000، وأشارت تقديرات أخرى أن عددهم 450.000أو 500000، أو بين 500000-700000، وأخرى بـ 750.000. اعتبارًا من عام 2005، كان هناك 12355 شخصًا من المولودين أرمينيا، يقيمون في فرنسا.

## الثقافة

### اللغة والتعليم
يقدر موقع إثنولوج أن عدد المتحدثين باللغة الأرمنية في فرنسا يبلغ 70,000 شخصًا اعتبارًا من عام 2009. ويتحدث معظم الأرمن الفرنسيين باللهجة الأرمنية الغرببة، بينما تتحدث مجموعة صغيرة (المهاجرون الأرمن الجدد من أرمينيا وإيران) باللهجة الشرقية.

### دين

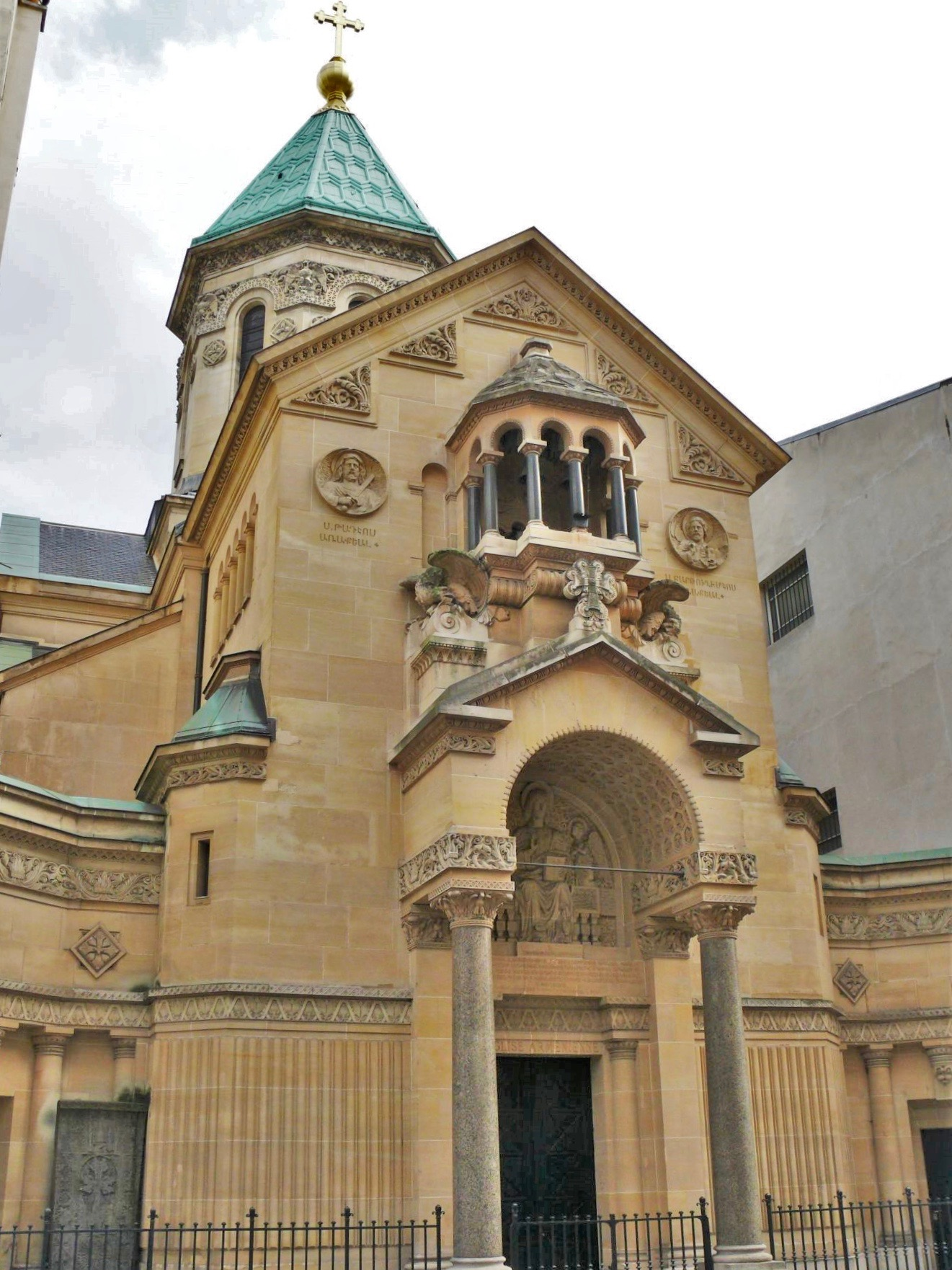
كاتدرائية القديس يوحنا المعمدان في باريس

ينتمي غالبية السكان الفرنسيين الأرمن إلى كنيسة الأرمن الأرثوذكس، ويتبعون مباشرة إلى الكرسي الأم لإتشميادزين المقدّس في الكنيسة الرسولية الأرمينية، ويُقدّر عددهم بين 250,000 إلى 750,000 نسمة. تنتمي أقلية من الأرمن إلى كنيسة الأرمن الكاثوليك وقُدِّرَ عددهم عام 2017 بحوالي 35,000 شخص. بالإضافة لذلك يتواجد حوالي 5000 شخص يتبعون الكنيسة الأرمنية الإنجيلية. تمتلك كل من الكنائس الأرمنية الثلاث تنظيمها الخاص في فرنسا. تقع أبرشية فرنسا الأرمنية الأرثوذكسية تحت القيادة الروحية لجاثليق خاص تعينه الكنيسة المتمركزة في أرمينيا، بينما تعتبر أبرشية الصليب المقدس في باريس الفرع الفرنسي للكنيسة الأرمينية الكاثوليكية، ويتبع للكنيسة الإنجيلية اتحاد الكنائس الإنجيلية الأرمينية في فرنسا.

### المؤسسات
تعتبر الجمعية العمومية الخيرية الأرمنية أحد أكبر المنظمات الأرمينية في العالم، وقد كانت متمركزةً في باريس بين عامي 1922 و 1940.
تتواجد العديد من الجمعيات في البلديات التي تضم نسبة عالية من الأرمن، ولها مجالات متنوعة تتراوح بين الثقافية (على سبيل المثال Maison de la culture arménienne de Décines في ديسين-شاربيو قُربَ ليون، أو راديو AYP FM في باريس)، واجتماعية (مثل Maison des étudiants arméniens in Paris)، ورياضية مثل ناديَيّ كرة القدم Union de la jeunesse arménienne d'Alfortville وUnion Sportive de la Jeunesse d'Origine Arménienne de Valence، ومجالات أخرى مثل الرابطة الوطنية للمحاربين القدماء والقادة العسكريين.
تتواجد أيضًا عدة منظملت جامعة، مثل منتدى الجمعيات الأرمنية في فرنسا، الذي تأسس في عام 1991، ومجلس التنسيق للمنظمات الأرمنية في فرنسا، وهو الاسم الجديد لـ «لجنة 24 أبريل» منذ عام 2001.

### وسائل الإعلام
نُشرَت أول مجلة أرمنية في فرنسا عام 1855. اعتبارًا من عام 1991، تُنشر حوالي مئتي صحيفة ومجلة أرمنية في فرنسا، أي أكثر من أي دولة أوروبية أخرى. حاليًا، الصحيفة اليومية الوحيدة هي Nor Haratch، وهي صحيفة مستقلة بدأ نشرها في 27 أكتوبر 2009 لمرتين في الأسبوع، وقد حلت محل Haratch (Յառաջ)، وهي صحيفة يومية تأسست في عام 1925 من قبل شافارش ميساكيان وثم توقفت في مايو 2009.
وسائل الإعلام على الإنترنت
- مجلة Nouvelles d'Arménie.
- مجلة France-Arménie.

البث
- AYP FM، محطة إذاعية تعمل في باريس وإيل دو فرانس.
- راديو أرمني، محطة إذاعية تعمل في ليون والمنطقة المحيطة بها.
- راديو Gayané، محطة إذاعية.

## فرنسا والإبادة الجماعية للأرمن
فرنسا هي واحدة من الدول التي اعترفت بالإبادة الجماعية للأرمن. توجد أضرحة ونُصُب تذكارية لضحايا الإبادة الجماعية في العديد من المدن في فرنسا، مثل باريس وليون ومرسيليا.
مرر مجلس الشيوخ الفرنسي مشروع قانون في عام 2011 يجرّم إنكار الإبادات الجماعية المعترف بها في فرنسا، والتي تشمل كلّاً من الهولوكوست والإبادة الجماعية للأرمن. أصدر البرلمان مشروع القانون في عام 2012. ومع ذلك، اعتبرت المحكمة الدستورية الفرنسية مشروع القانون غير دستوري في 28 فبراير 2012: «يحكم المجلس أنه من خلال معاقبة أي شخص يعارض وجود الجرائم التي اعترف بها المشرعون أنفسهم أو صنفوها على هذا النحو، فقد ارتكب المشرعون اعتداءً غير دستوري على حرية التعبير».
وفقًا لاستطلاع أُجريَ عام 1996 في فرنسا، كان 69% من المستطلعين على دراية بالإبادة الجماعية للأرمن، ووافق 75% منهم على ضرورة اعتراف الحكومة الفرنسية بها رسميًا.
في 24 أبريل 1965، خرج 10000 أرمني في مسيرة في شارع الشانزلزيه للاحتفال بالذكرى الخمسين للإبادة الجماعية.

## مشاهير
الأشخاص مرتبون حسب المجالات وتواريخ الولادة.

### فنانون
- أليس سابريتش (1916-1990)، ممثلة مولودة في أرمينيا الغربية.[59]
- هنري فيرنويل (1920–2002)، مخرج أفلام مولود في تركيا [60]
- إيزابيل سادويان (1928)، ممثلة.
- فرانسيس فيبير (1937)، مخرج من أم أرمنية.[61][62]
- فرانسو بيرليند (1952)، ممثل من والد أرمني.[63][64]
- روبير غيديغيان (1953)، مخرج سينمائي، كاتب سيناريو ومنتج.
- سيرج أفيديكيان (1955)، ممثل ومخرج سينمائي مولود في أرمينيا.[65]
- فاردان بيتروسيان (مواليد 1959)، ممثل مولود في أرمينيا.[66]
- باسكال ليجيتموس (1959)، كوميدي من أم الأرمنية.[67]
- سيمون أبكاريان (1962)، ممثل.[68]
- مايكل فارتان (1968)، ممثل.

### أدباء وصحفيون
- آرثر أداموف (1908-1970)، كاتب مسرحي مولود في روسيا.
- لويز أصلانيان (1906-1945)، كاتبة، شاعرة، مقاتلة في المقاومة الفرنسية، شيوعية.
- نينا بيربيروفا (1901-1993)، كاتبة أرّخت حياة المنفيين الروس في باريس.
- هنري ترويا (1911-2007)، كاتب.[69]
- فاهي كاتشا (1928-2003)، كاتب سيناريو وصحفي.

### موسيقيون
- جاك هيليان (1912–1986)، مؤلف، ملحن، قائد أوركسترا الفرقة الكبيرة (من أب أرمني).[70]
- روزي أرمين (1923)، مغني.
- شارل أزنافور (1924-2018)، مغني.[71]
- مارك أريان (1926–1985)، مغني، ملحن، منتج.
- ميشيل ليغراند (1932–2019)، مؤلف من أم أرمنية.[72]
- جورج غارفارينتس (1932-1993)، مؤلف.[36]
- دانيال غيرار (1939)، مغني من أب أرمني.[73]
- سيلفي فارتان (1944)، مغنية من والد أرمني.[74]
- فرنسوا كيفوركيان (1954)، منتج موسيقي.
- أندريه مانوكيان (مواليد 1957)، كاتب أغاني وموسيقي.[75]
- باتريك فيوري (1969)، مغني من أب أرمني.[76]
- إيلين سيغارا (1971)، مغنية من أم أرمنية.[77]
- أليان ألتينوغلو (1975)، قائد أوركسترا.[78]

### الرسامون
- إدغار شاهين (1874-1947)
- جان كارزو (1907-2000)، مولود في سوريا.[79]

### سياسيون
- أربيار أصلانيان (1895–1945)، مقاتل شيوعي ومقاتل المقاومة الفرنسية خلال الحرب العالمية الثانية.
- ميساك مانوشيان (1906-1944)، شاعر، شيوعي، محارب في المقاومة الفرنسية خلال الحرب العالمية الثانية.[80]
- إدوار بالادور (1929)، سياسي، رئيس وزراء سابق، ترشح للرئاسة عام 1995.[81][82]
- باتريك ديفيجيان (1944)، سياسي، عمدة بلدية أنطوني، أوت دو سين الواقعة قرب باريس، وزير.[58][83]

### رياضيون
- ألن بروست (1955)، سائق سباق، بطل فورمولا 1 أربع مرات (من أم أرمنية).[84][85]
- إريك أسادوريان (1966)، لاعب كرة قدم.
- يوري دجوركاييف (1968)، لاعب كرة قدم من أم أرمنية.[86]
- آلين بوغوسيان (1970)، لاعب كرة قدم من أب أرمني.

## روابط خارجية
- أبرشية فرنسا للأرمن الأرثوذكس
- مجلس التنسيق للمنظمات الأرمينية في فرنسا (CCAF)
- FRA Dachnaksoutioun - فرنسا
- Bureau du Primat - Eglise Arménienne - فرنسا
- Nor Seround - اتحاد الشباب الأرمني (AYF) - فرنسا
- الشباب الأرمن في فرنسا (JAF)
- دار الشباب والثقافة الأرمنية - مرسيليا
- اللجنة الوطنية الأرمنية لفرنسا (ANC)
- مركز التراث الأرمني - فالنسيا
- جمعية أبحاث الذاكرة الأرمنية - مرسيليا